# 6-бензиламінопурин
6-бензиламінопурин, бензиладенін, BAP або BA  —  це синтетичний цитокінін першого покоління, який викликає реакції росту та розвитку рослин, викликає цвітіння та стимулює розвиток плодів шляхом стимуляції поділу клітин. Цитокінін збільшує термін зберігання овочів після збирання врожаю.У поєднанні з іншими методами цитокінін у вигляді 6-бензиламінопурину (БАП)  подовжує збереження зеленого кольору брокколі та стебел спаржі після збору врожаю.Обробка 10 та 15 ppm BAP може використовуватися для продовження терміну зберігання свіжозрізаних суцвіть броколі та подрібненої капусти під час зберігання при 6±1°C на комерційному рівні.
6-бензиламінопурин був вперше синтезований і протестований у лабораторії фізіолога рослин Фолке К. Скуга
| Назви: N- (Фенілметил) -7H-пурин-6-амін, Бензиладенін, 6-Бензиладенін |
| Хімічна формула: C12H11N5                                             |
| Молярна маса: 225,255 г/моль                                          |
| Зовнішній вигляд: Порошок білого кольору                              |

## 6-бензиламінопурин в препаратах
Ексіліс — регулятор росту рослин для застосування на зерняткових плодових культурах з метою прорідження плодів шляхом стимуляції їх видялення на ранніх стадіях розвитку плодів. Основними ефектами є прорідження та збільшення розміру плодів. Концентрація розчину для обприскування не повинна перевищувати 750мл продукту в 100 літрах води. Обприскування рослин у фазу досягнення плодів 15мм в діаметрі, норми вирати препарату 3,75- 7,5 л/г, один раз на рік. Виробник: Файн Агрокемікалс ЛТД [Архівовано 5 грудня 2021 у Wayback Machine.]. 
Перлан — регулятор росту рослин, який використовується на яблуні і груші.У всіх сортів яблук і груш плоди стають більшими, додають у вазі, утворюються плоди стандартного розміру і форми, виходять більш високі врожаї.Формується більше плодових гілок, форма дерев прекрасна, плодові очі збільшуються, більше плодів виходить. Виробник: Файн Агрокемікалс ЛТД. 
Біламін — використовують для оприскування яблунь в період вегетації. Виробник: Файн Агрокемікалс ЛТД.

## Дивитися також
- Цитикінін
- Рослини